# Cynthia E. Rosenzweig
Cynthia E. Rosenzweig, née Ropes en 1958 est une agronome et climatologue américaine du Goddard Institute for Space Studies de la NASA de l'Université de Columbia. Elle est pionnière de l'impact du changement climatique et de l'agriculture. Elle élabore des plans de gestion du changement climatique pour de nombreuses organisations, au niveau mondial avec le GIEC et pour New York après l'ouragan Sandy.

## Biographie

### Éducation et carrière universitaire
Cynthia Rosenzweig fréquente le Cook College (à l'Université Rutgers) où elle obtient un baccalauréat ès arts en agronomie en 1980. L'intérêt de Rosenzweig pour l'agriculture commence en 1969, lorsqu'elle loue et exploite avec son futur mari une ferme en Toscane, en Italie, cueillant des raisins et des olives et élevant des chèvres, des cochons, des canards et des oies. Elle décide de retourner à l'université pour étudier l'agriculture, obtenant une maîtrise ès sciences en sols et cultures de l'Université Rutgers en 1983. Au cours de sa maîtrise, elle est recrutée par l'Institut Goddard d'études spatiales de la NASA pour étudier les terres cultivées à l'aide de données satellitaires. Elle obtient son doctorat de l'Université de Amherst du Massachusetts en sciences végétales, du sol et de l'environnement en 1991. 
Elle dirige le Groupe sur les Impacts du Climat de la NASA depuis 1993,. Son travail dans le groupe de travail sur les données du GIEC est reconnu lorsque le prix Nobel de la paix 2007 est décerné conjointement à Al Gore et au GIEC. 
Elle est également actuellement professeure au Barnard College et chercheuse à l'Université de Columbia .

### Engagements
Dans le cadre de la NASA et du Goddard Institute for Space Studies de Columbia, Cynthia Rosenzweig est pionnière dans l'étude de l'impact du changement climatique sur l'agriculture et les villes humaines,,. Elle participe à de nombreux groupes de travail tentant d'évaluer et d'établir des plans de gestion des changements climatiques. Elle est notamment :
- Coprésidente du groupe de la ville de New York sur le changement climatique
- Coresponsable du module régional concernant la côte Est du rapport d'évaluation des États-Unis des conséquences potentielles de la variabilité du climat et du changement climatique parrainé par le US Global Change Research Program
- Auteure principale coordonnatrice du quatrième rapport d'évaluation du groupe de travail II du GIEC (chapitre « Changements observés »)
- Auteure principale coordonnatrice du rapport spécial du GIEC sur le changement climatique et les terres émergées
- Membre du Groupe de travail du GIEC sur les données et les scénarios pour l'évaluation des impacts et du climat
- Coéditrice du Premier Rapport d'évaluation Villes et changement climatique.
- Cofondatrice et membre du Comité Exécutif du Projet de comparaison et d'amélioration des modèles agricoles (AgMIP) qui réunit des scientifiques du monde entier et de nombreuses disciplines. Ce projet envisage des mesures d'adaptation, comme l'utilisation de semences plus tolérantes à la sécheresse et de meilleures pratiques de gestion de l'eau et des mesures d'atténuation comme la réduction du  dégagement de méthane dans les rizières.

## Ouvrages
Elle a à son actif plus de 300 publications, plus de 80 articles revus par des pairs, et elle a écrit ou édite huit livres. 
- Cynthia E. Rosenzweig et M. L. Parry, « Impact potentiel du changement climatique sur la production alimentaire », Nature, vol. 367, no 6459,‎ 1994, p. 133 (DOI 10.1038/367133a0, Bibcode 1994Natur.367..133R, S2CID 4320662, lire en ligne)
- M. L. International Institute for Applied Systems Analysis et United Nations Environment Programme, Climate change and world agriculture, Earthscan in association with the International Institute for Applied Systems Analysis, United Nations Environment Programme, 1990 (ISBN 1-85383-065-8 et 978-1-85383-065-5, OCLC 20692513, lire en ligne).
- Cynthia E. Rosenzweig, D. Karoly, M. Vicarelli, P. Neofotis, Q. Wu, G. Casassa, A. Menzel, T.L. Root, N. Estrella, B. Seguin, P. Tryjanowski, C. Liu, S. Rawlins et A. Imeson, « Attribution des impacts physiques et biologiques au changement climatique anthropique », Nature, vol. 453, no 7193,‎ 2008, p. 353–357 (PMID 18480817, DOI 10.1038/nature06937, Bibcode 2008Natur.453..353R, S2CID 2774470)
- (en) Congrès des États-Unis, « Testimony of Dr. Cynthia Rosenzweig, Testimony of Dr. Cynthia Rosenzweig, Senior Research Scientist, NASA Goddard Institute for Space Studies, The Earth Institute at, Columbia University, Current Knowledge about Observed Impacts of Climate Change on the Natural and Human Environment » [PDF], sur web.archive.org, 17 avril 2017 (consulté le 12 mai 2022)

## Distinctions
- Bourse Guggenheim [2]
- Prix d'honneur GSFC - Sciences (2011) [14]
- Prix GISS de la meilleure publication (2009) [14]
- Prix d'honneur du GSFC - Réalisation en sciences de la Terre (2007) [14]
- Membre de l'Association américaine pour l'avancement des sciences (2006) [15]
- Nommée dans le top 10 de Nature en 2012 [1]
- Prix mondial de l'alimentation (2022) [16]